# Paul Kibikai
Paul Kibikai (4 aprile 1991) è un judoka gabonese.
Nel 2016 ha partecipato ai Giochi olimpici di Rio de Janeiro vincendo per shido al secondo turno contro il rappresentante dell'Iraq Hussein Al-Aameri ma venendo eliminato per ippon al terzo turno dal giapponese Takanori Nagase.

## Palmarès
- Giochi africani

Brazzaville 2015: argento nei -81kg.